# Madreterra
Madreterra è l'inno ufficiale della Regione Siciliana, regione a statuto speciale della Repubblica Italiana. Primo inno regionale italiano, è stato composto dal maestro Vincenzo Spampinato.

## Storia
L'inno è stato composto in virtù dell'art. 35 della legge regionale n. 21 del 10 dicembre 2001 («Norme finanziarie urgenti e variazioni al bilancio della Regione per l'anno finanziario 2001»), che disponeva il conferimento dell'incarico di composizione dell'inno ufficiale regionale a un compositore siciliano iscritto da almeno dieci anni alla SIAE.
Madreterra è stato eseguito in pubblico per la prima volta al teatro antico di Taormina il 14 giugno 2003 dall'orchestra sinfonica siciliana e dal coro Musa 2000.

## Testo
L'inno è composto in italiano. Di seguito il testo:
Madreterra
Sei tu il sorriso che fa ritornare
sei la Montagna di cui senti il cuore
con l'universo non ti cambierei!
Madreterra di Uomini e Dei
Sei tu l'inverno che riesce a scaldare
l'estate antica che fa innamorare
sei la cometa che io seguirei
Madreterra di Uomini e Dei
Sicilia terra mia triangolo di luce in mezzo al mondo
Sicilia terra mia un sole onesto che non ha tramonto!
Sicilia sei così... il paradiso è qui!
Tra le tue braccia è nata la Storia
sulla tua bocca «Fratelli d'Italia»!
e per difenderti io morirei
Madreterra di Uomini e Dei
Sicilia terra mia triangolo di pace per il mondo
Sicilia terra mia tu « rosa aulentissima » nel tempo
Sicilia terra mia bandiera liberata in mezzo al vento
Sicilia sei così... il paradiso è qui!